# FreeCAD (A-S. Koh's)
freeCAD — вільна 3D САПР, пристосована до осіб, які бажають навчитися 3D CAD моделюванню. Особливістю freeCAD є наявність засобів моделювання руху. Розробник припинив розробку проєкту, але старий вихідний код і виконувані файли, як і раніше доступні.